# مورونداوا
مورونداوا (به لاتین: Morondava) یک منطقهٔ مسکونی در ماداگاسکار است که در منابه واقع شده‌است. مورونداوا ۵٬۱۱۵ کیلومتر مربع مساحت و ۵۳٬۵۱۰ نفر جمعیت دارد و ۸ متر بالاتر از سطح دریا واقع شده‌است.

## خواهرخوانده
شهر لو گراند کویی خواهرخواندهٔ مورونداوا هست.